# Fürstenwallstraße 19

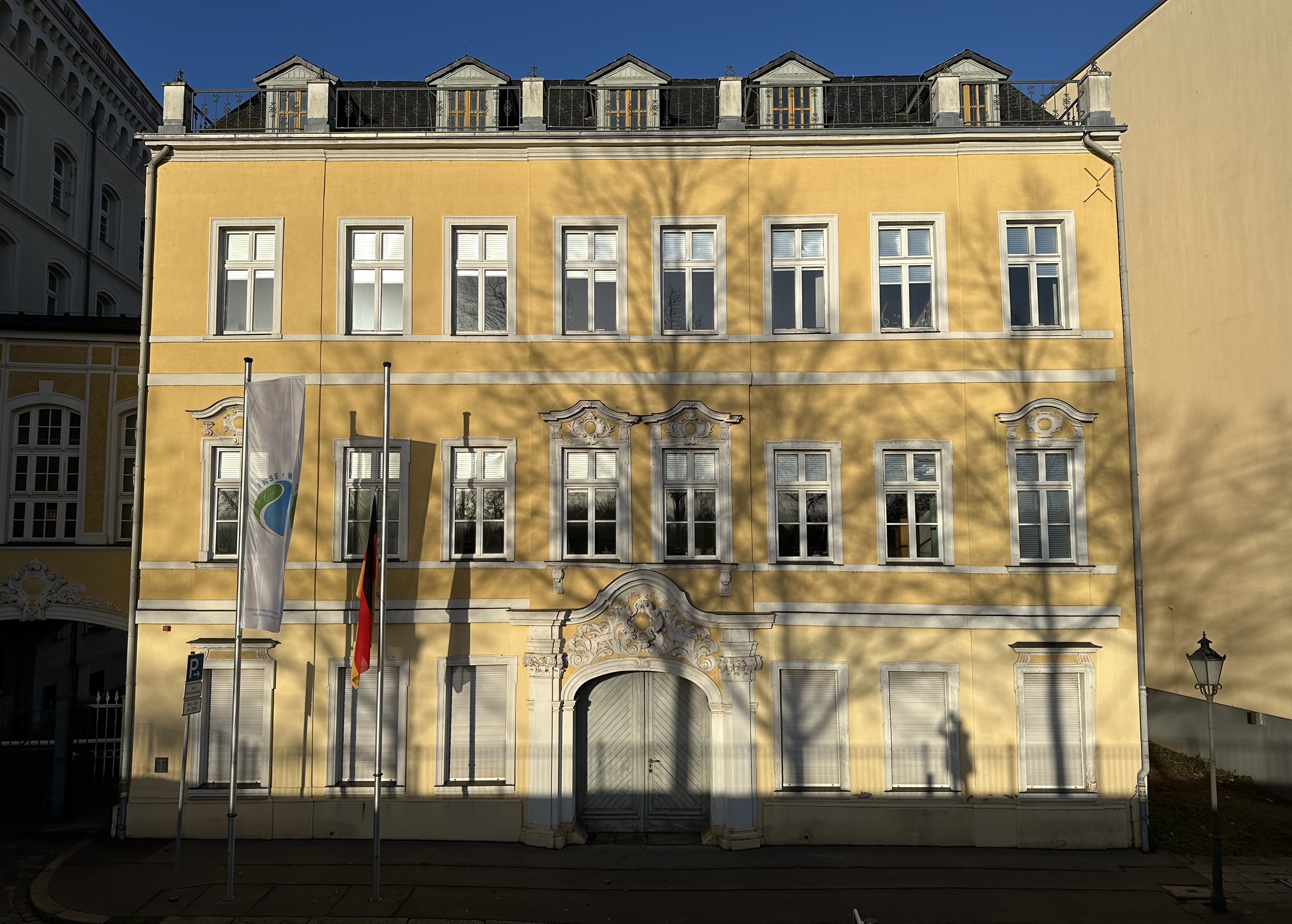
Haus Fürstenwallstraße 19, im Jahr 2024

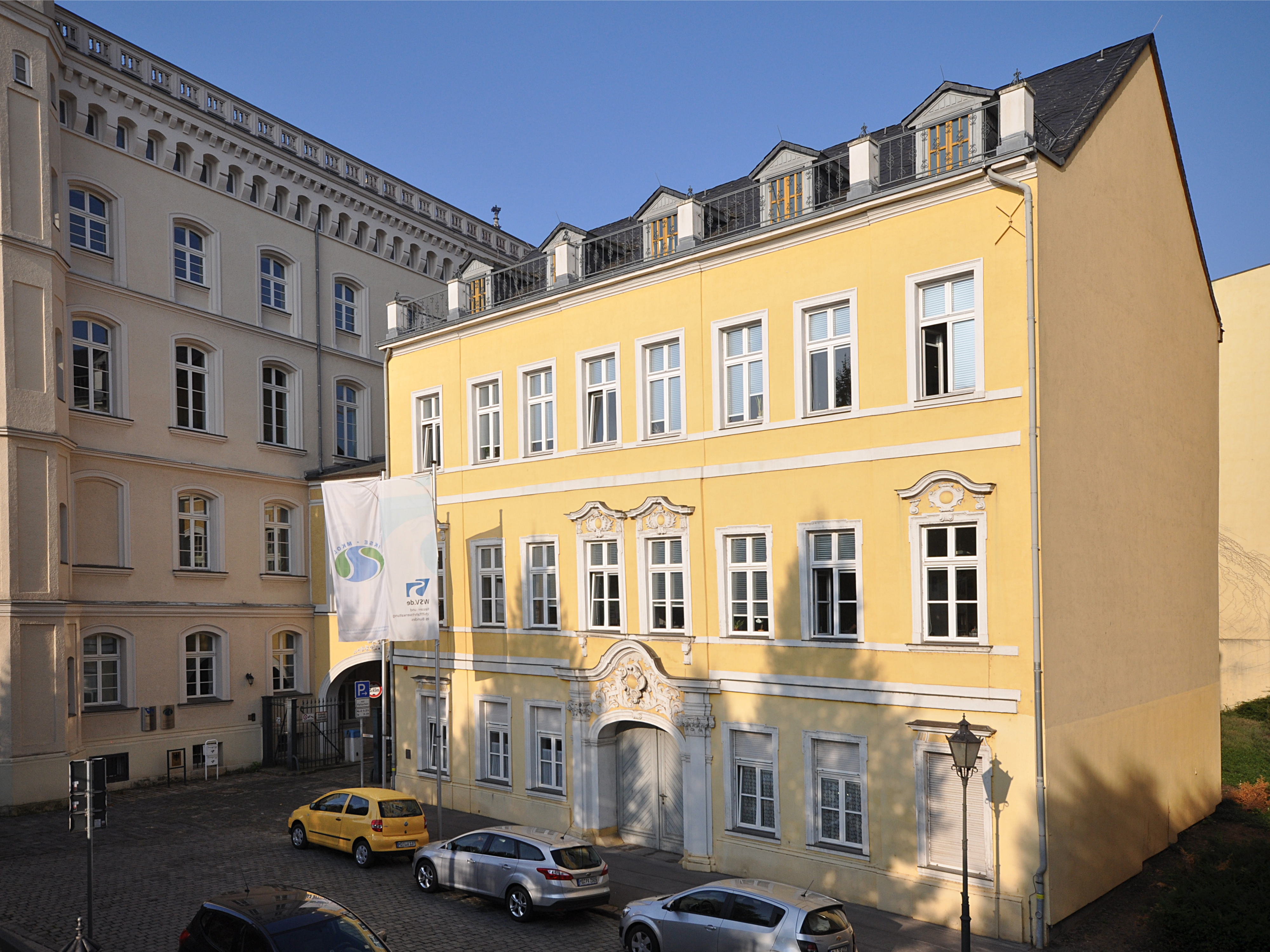
2013

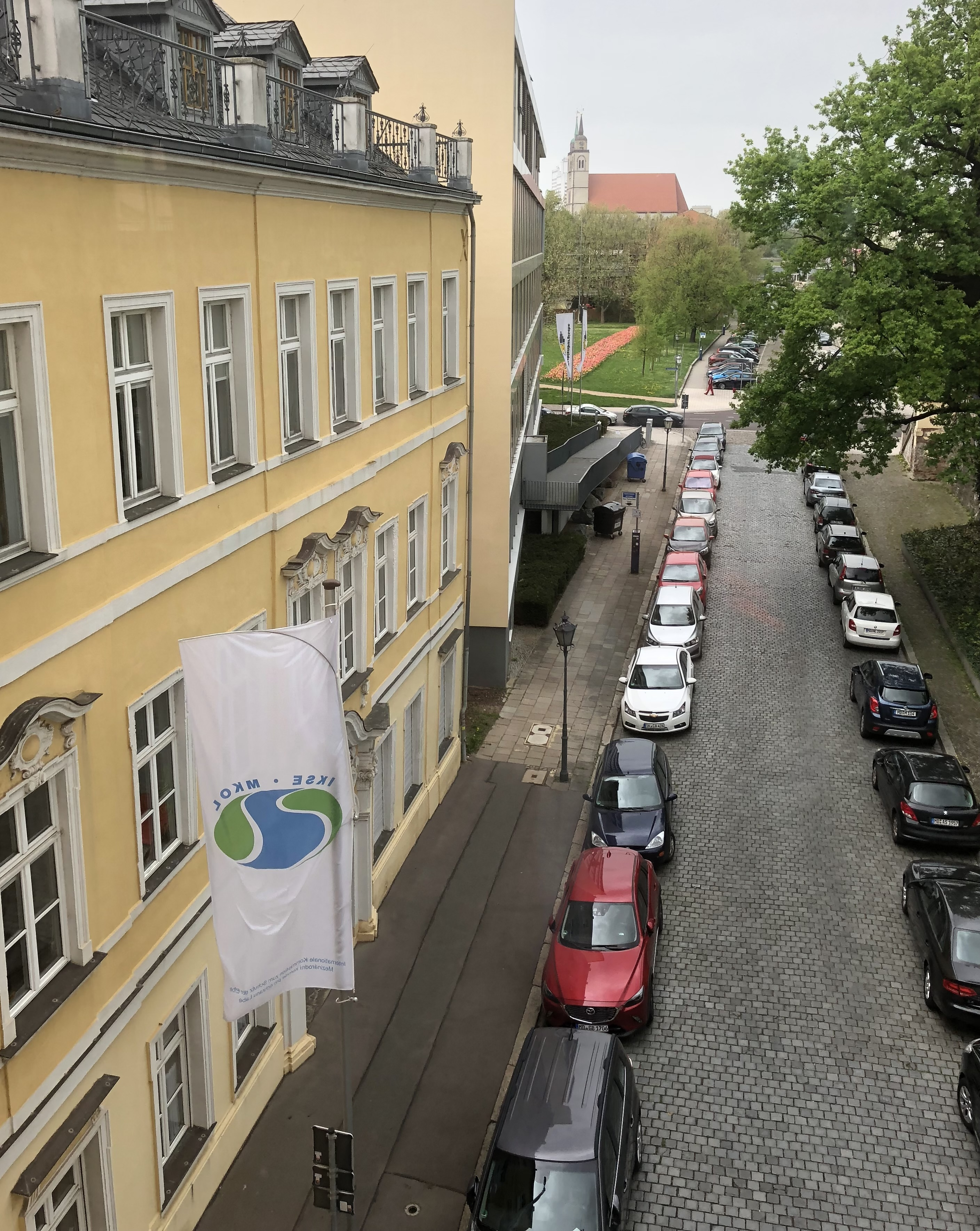
Blick von Süden, Fassade des Hauses Fürstenwallstraße 19 (links), 2018

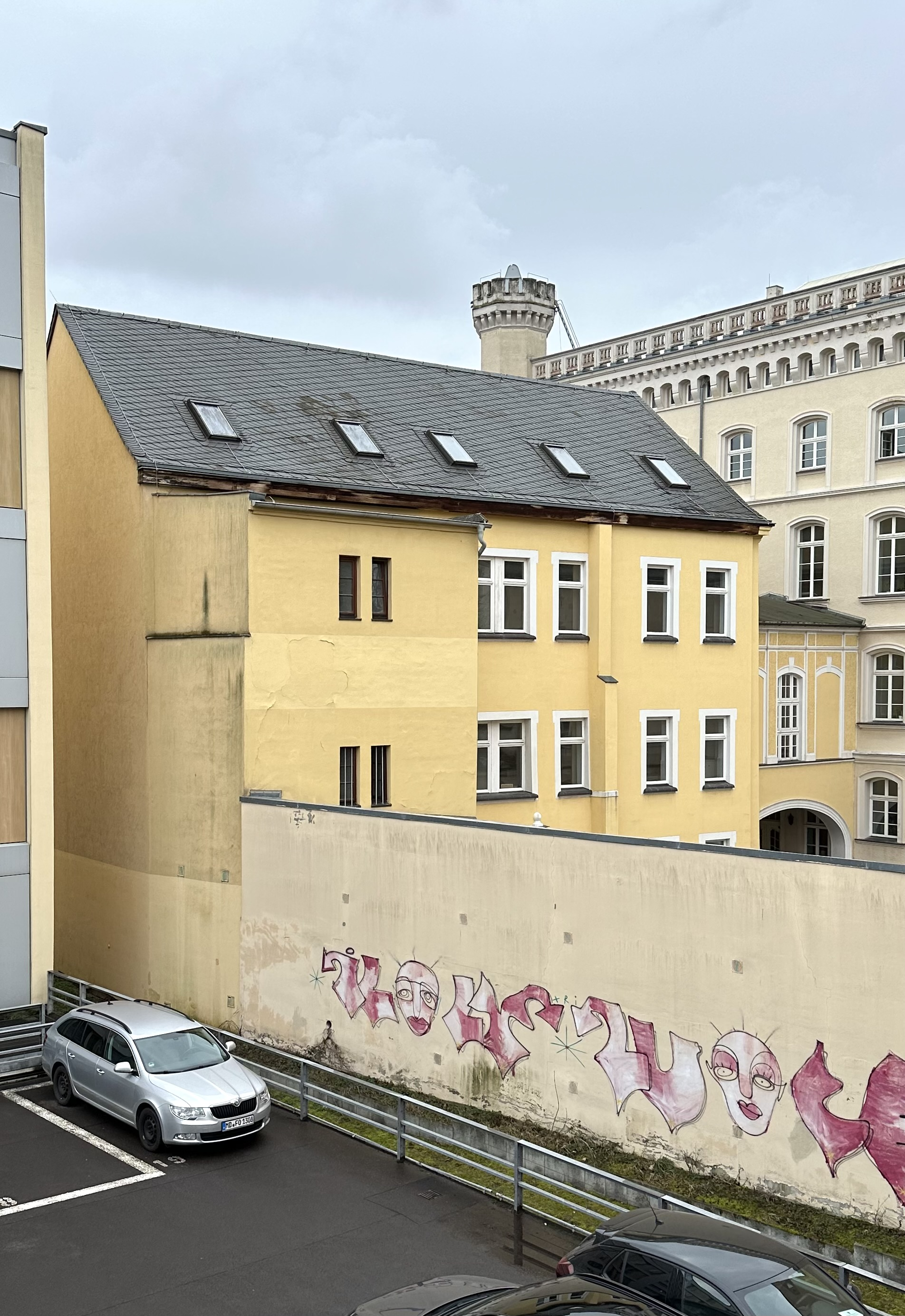
Rückseite, Blick von Nordwesten

Das Haus Fürstenwallstraße 19 ist ein denkmalgeschütztes Wohnhaus in Magdeburg in Sachsen-Anhalt.

## Lage
Es befindet sich in der Magdeburger Altstadt auf der Westseite der Fürstenwallstraße, nahe an deren südlichem Ende. Unmittelbar südlich des Hauses befindet sich das gleichfalls denkmalgeschützte Fürstenwallstraße 20. Östlich auf der gegenüberliegenden Straßenseite liegt der Fürstenwall.

## Geschichte

### Vorgängerbau
Im Jahr 1376 gehörte die Hausstätte Klaus Bader. Er trat das Eigentum an die Vikarie beim Altar St. Bernwardi und St. Hedwigs in der Domkirche. Ab 1489 gehörte der Bereich den Brüdern vom gemeinsamen Leben, genannt die Troilusbrüder. Nach dem Niedergang des Ordens wurde das Grundstück als Vikarienstätte genutzt. Die ursprüngliche Unterstellung unter die Gerichtsbarkeit der Möllenvogtei wechselte zur Domvogtei. Schließlich wurde das Grundstück 1723 für einen Neubau eingeebnet.

### Heutiges Gebäude
Das neue Haus wurde 1723, andere Angaben nennen erst das Jahr 1735, von Zimmermeister Joh. Jakob Scheer errichtet. Andere Angaben vermuten Preusser als Architekten. Scheer verkaufte es 1735 an den Kaufmann und Fabrikanten Heinrich Wilhelm Bachmann der Ältere, der Bürger der Pfälzer Kolonie war und im Haus Domstraße 1 lebte. Sein Sohn war der bekannte Kunstmäzen Heinrich Wilhelm Bachmann, dem das Haus später gehörte. Die Familie bildete in der Mitte des 18. Jahrhunderts den Mittelpunkt der Magdeburger Gesellschaft und literarischer Kreise. Neben dem Haus Domstraße 1 war auch das Haus Fürstenwallstraße 19 Teil dieser gesellschaftlichen Begegnungen, zu denen auch Friedrich Gottlieb Klopstock, Johann Wilhelm Ludwig Gleim und Anna Louisa Karsch gehörten. Bachmann junior gründete gemeinsam mit Johann Samuel Patzke und Köpke 1763 eine literarische Gesellschaft. Berühmt wurde der auf dem Werder gelegene Garten Bachmanns, in dessen Gartenhaus sich insbesondere Klopstock bei seinen Besuchen in Magdeburg aufhielt. Bachmann betrieb eine Fabrik für seidene Bänder und Samt im Haus Breiter Weg 1. Aufgrund der Konkurse von Geschäftsfreunden geriet auch Bachmann junior in wirtschaftliche Schwierigkeiten. 1773 legte das Königliche Bankdirektorium sein Haus in Beschlag, da es als Pfandobjekt für anvertraute Fonds diente. Bachmann junior ging nach St. Petersburg, wo er 1777 verstarb. Im Rahmen einer Zwangsversteigerung erwarb es 1778 Frau Hauptmann Dorothea Eleonore von Nierenheim, geborene Angern für 3600 Taler. 1786 kaufte es Anna Friederike von Krosigk, verheiratete Frau Oberwachtmeister von Steding vom Bornstedtschen Regiment. Nach ihrem Tod im Jahr 1799 durfte ihr Ehemann frei im Haus wohnen. Erben waren jedoch die Kinder Karl Wilhelm und Luise Henriette von Steding. Das Haus kommt im Jahr 1800 zur Versteigerung, bei der es Amtsrat Joh. Friedrich Müller aus Trebnitz für 7300 Taler erwarb. Der Bachmannsche Garten auf dem Werder ging hingegen 1790 an den Magdeburger Gouverneur, Generalfeldmarschall von Kalkstein.
Heute (Stand 2024) wird das Haus als Verwaltungsgebäude genutzt.

## Architektur
Das dreigeschossige traufständige verputzte Gebäude ist schlicht, im Stil des Barock gestaltet. Ursprünglich war es nur zweigeschossig, wurde dann jedoch aufgestockt. Der spätbarocke Dekor an der achtachsigen Fassade ist zurückhaltend. Die beiden mittleren Achsen sind in einem sehr flachen Scheinrisaliten angeordnet. Die jeweils äußeren Achsen sind, ebenfalls extrem flach, als Seitenrisalite gefasst. Weitere barocke Verzierungen befinden sich in Form von Fensterverdachungen mit Kartuschen im ersten Obergeschoss in den beiden mittleren und der jeweils äußeren Achse. Mittig befindet sich eine breite Toreinfahrt, die die beiden mittleren Achsen einnimmt. Oberhalb des Tores befindet sich ein Bogenfeld mitsamt Rollwerkkartusche und Akanthusblattwerk. Flankiert wird die Durchfahrt von flachen, gestuften, schräggestellten Pilastern. Bedeckt ist es mit einem Satteldach auf dem sich fünf kleine Dachhäuschen befinden.
Auf der Südseite schließt sich an das Gebäude ein 1906/1907 angefügter dreiachsiger Brückengang an, der zum benachbarten Haus Fürstenwallstraße 20 führt und die darunter befindliche Durchfahrt bogenförmig überspannt. Oberhalb der Durchfahrt befindet sich eine Rollwerkkartusche. 
Nach Schäden im Zweiten Weltkrieg wurde es auch als verlorengegangenes Baudenkmal geführt, ist jedoch erhalten und wird im Denkmalverzeichnis des Landes Sachsen-Anhalt als Wohnhaus unter der Erfassungsnummer 094 82774 als Baudenkmal verzeichnet.
Das Haus gilt als eines der wenigen erhaltenen Beispiele von Barockbauten in Magdeburg.